# Poyang-See
Der Poyang-See oder Poyang Hu (chinesisch 鄱阳湖, Pinyin Póyáng Hú) in der chinesischen Provinz Jiangxi ist der größte Süßwassersee Chinas. Er wird vom Gan Jiang, einem südlichen Zufluss des Jangtsekiang, durchflossen.
Die Fläche des Sees beträgt im Mittel 3.585 km² bei einem Volumen von 25 km³. Seine durchschnittliche Tiefe beträgt 8 Meter. Der Wasserstand schwankt aber über das Jahr um bis zu 20 m zwischen Trockenzeit und Monsun. Bei Starkniederschlagsereignissen während der heftigen Monsunregen speichert er als Rückhaltebecken (ähnlich dem Dongting-See) die Hochwasserspitzen der einmündenden Nebenflüsse und schützt so durch die Abflussverzögerung die Unterlieger am Jangtsekiang vor noch extremeren Überschwemmungen. Deichbrüche ereignen sich durch Rückstau vor allem an den weniger stark befestigten Nebenflüssen, da durch die zunehmend starke agrarische Nutzung natürliche Überschwemmungsflächen fehlen. Insgesamt beträgt die durch Deiche gesicherte Speicherkapazität etwa 50 Mrd. m³.
In der Trockenzeit schrumpft seine Fläche auf unter 1000 km² und der See dient zahllosen Wasservögeln als Winterquartier. Im Jahr 2022 war der See aufgrund einer langen Dürreperiode laut Anwohnern trocken wie nie.
Auf ihm fand 1363 die Seeschlacht auf dem Poyang-See statt, deren Ausgang zur späteren Bildung der Ming-Dynastie beitrug.